# Vogelperlen
Vogelperlen (engl. bird beads) aus Glas bilden mit ihrer typischen Form und ihrer relativ eng umgrenzten Datierung in der zweiten Hälfte des 8. Jahrhunderts v. Chr. eine gut definierte Gruppe archäologischer Funde im Mittelmeerraum.

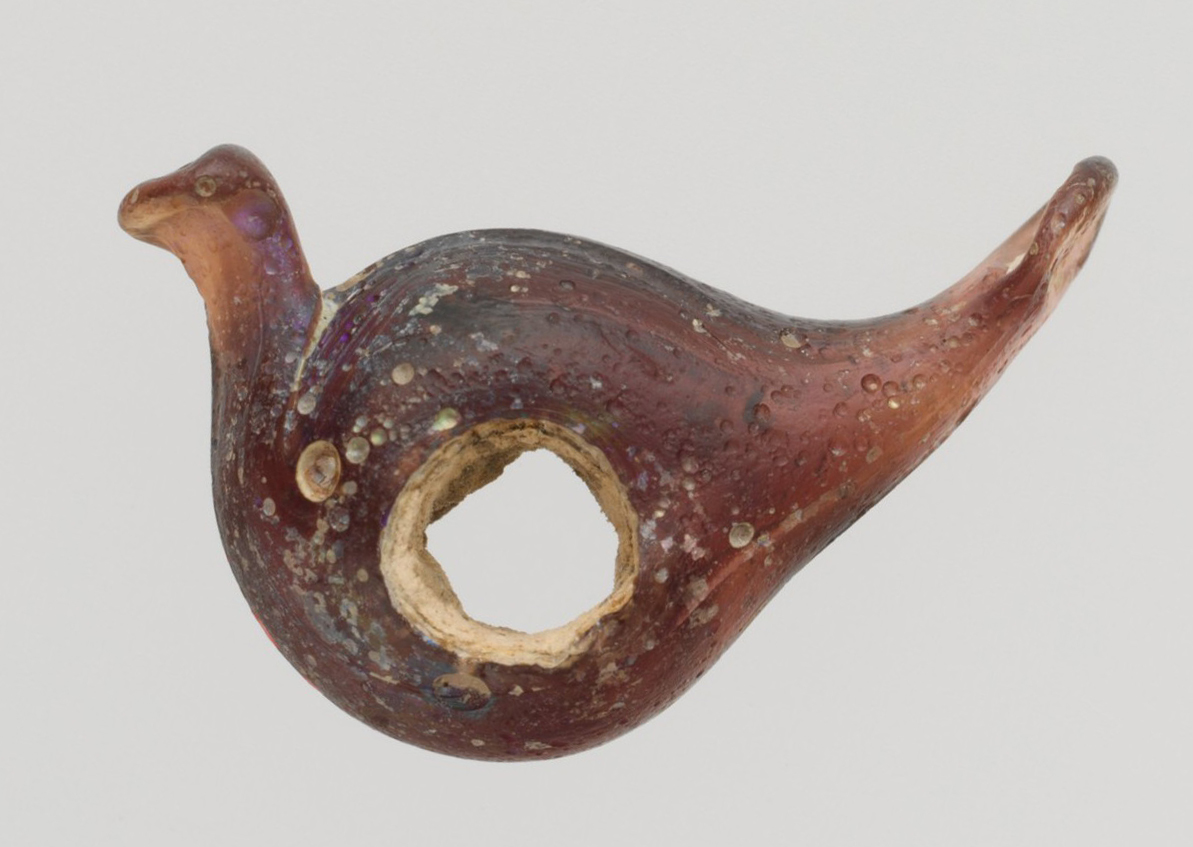
Glasperle in der Form eines Vogels

## Beschreibung
Die ca. 2 cm großen Perlen in Form eines Vogels oder eine „Taube“ bestehen meist aus einem grünen, hellblauen, türkisfarbenen oder violetten, lichtdurchlässigem Glas. In seltenen Fällen sind die Perlen auch aus einem für die Zeit recht ungewöhnlichen, transparenten, braunen Glas gefertigt. Bisweilen sind die Perlen zusätzlich mit weißen oder gelben, aufgelegten Glasfäden verziert. Ein horizontal quer durch den Körper verlaufendes Loch ermöglicht ein Auffädeln, während zwei in Länge und Breite unterschiedlich geformte Vorsprünge Kopf und Schwanz des Vogels bilden.

## Material und Herstellung
Das unterschiedlich farbige und lichtdurchlässige Glas der Vogelperlen des 8. Jahrhunderts v. Chr. wurde bislang noch nicht chemisch analysiert. Prinzipiell ist von Rohglas auszugehen, das auf Rhodos, in der Levante oder in Ägypten hergestellt wurde. Die relativ großen Unterschiede in der Farbigkeit könnten auf unterschiedliche weiterverarbeitende Werkstätten hinweisen.
Zur Herstellungsweise gibt es unterschiedliche Annahmen. Vermutlich wurde aber ein Faden aus Glas um einen dünnen Stab aus Metall, einen sogenannten Perlenstab, gewunden und dann die noch heiße Masse mit einer Art Zange an den Seiten zu Kopf und Schwanz in die charakteristische Vogelform ausgezogen. Gelegentlich wird der Schnabel zusätzlich eingekniffen. Manche Perlen verzierten die Handwerker außerdem mit Auflagen eines andersfarbigen Glasfadens.

## Verbreitung und Fundkontexte

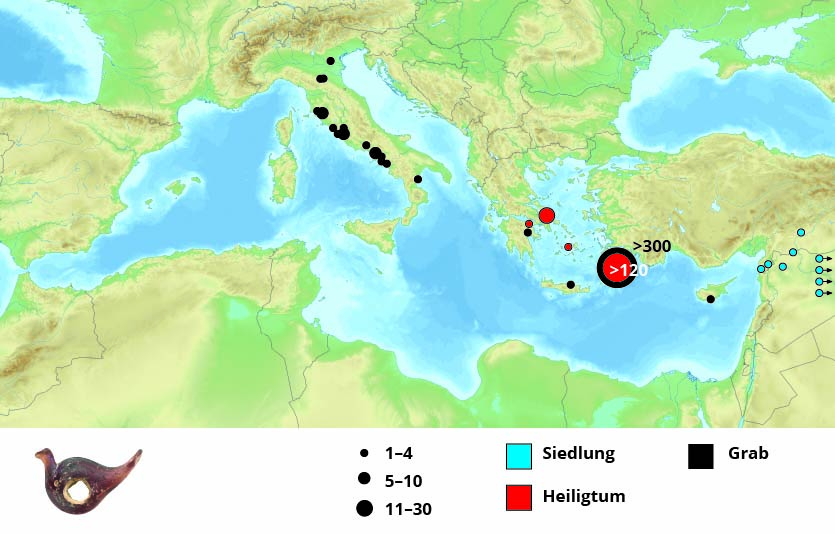
Fundorte von Vogelperlen

Bisher wurden knapp 500 Vogelperlen bei Ausgrabungen in der Ägäis, im heutigen Italien, in Syrien, in der Türkei und im Nordwesten des Iran gefunden – über drei Viertel davon auf Rhodos. Die meisten Exemplare lagen, gemeinsam mit anderen Perlen an einer Halskette aufgefädelt, in Frauen- oder Kindergräbern. Auf der italischen Halbinsel kommen Vogelperlen meist einzeln in Gräbern vor, selten fanden sich bis zu fünf Stück in einem Grab. In der Ägäis wurden Vogelperlen auch als Votivgaben in Heiligtümern gefunden. Siedlungsfunde, zum Beispiel aus Çatalhüyük, sind bislang selten.

## Produktionsort und Handelswege
Es ist noch immer unklar, wo Vogelperlen hergestellt wurden. Anhand der Charakteristika oder der Fundverteilung wird meist von weiterverarbeitenden Werkstätten auf Rhodos oder in der Levante ausgegangen. Auch eine Herstellung in verschiedenen Regionen Italiens ist nicht ausgeschlossen. Unsicher bleibt ferner, ob es sich um eine oder mehrere Werkstätten handelt. Zukünftig können allenfalls chemische Analysen über die Herkunft des Rohglases, der Färbemittel und den Ort der Herstellung der Perlen Aufschluss geben.
Zentren für den Überseehandel im Mittelmeerraum waren insbesondere die phönizischen Hafenmetropolen Tyros und Sidon. Die Fertigprodukte dürften neben phönizischen Händlern auch von Seefahrern aus der Ägäis gehandelt worden sein. Vogelperlen können als Begleitprodukte wertvollerer Handelsgüter gedeutet werden und zum Nachweis von Handelsbeziehungen dienen.

## Funktion und Nutzung
Mit Blick auf die besondere Form der Vogelperlen lässt sich annehmen, dass sie als Schmuck an Ketten getragen, und anschließend in Heiligtümer gestiftet oder in Gräbern beigegeben wurden.
Ein Teil der Forschung vermutet hinter den vogelförmigen Perlen einen religiösen oder mythischen Kontext. Sei es, dass Vögel einer bestimmten Gottheit als heilig galten, sei es, dass die Perlen als Totengeschenke oder Amulette eine Schutzwirkung entfalten sollten, zumal sie überwiegend in Gräbern von Frauen und Kindern gefunden wurden, die zu damaligen Zeiten als besonders schutzbedürftig gegolten haben könnten. Am wahrscheinlichsten ist aber eine Nutzung der Vogelperlen als persönlicher Schmuck.